# Naultinus tuberculatus
Naultinus tuberculatus är en ödleart som beskrevs av  Mccann 1955. Naultinus tuberculatus ingår i släktet Naultinus och familjen geckoödlor. Inga underarter finns listade i Catalogue of Life.